# Спляча красуня
«Спляча красуня» (або «Зачарована красуня») — європейська казка. Найбільш відомий варіант казки опублікував 1697 року Шарль Перро. Існує також редакція казки братів Гріммів.

## Сюжет

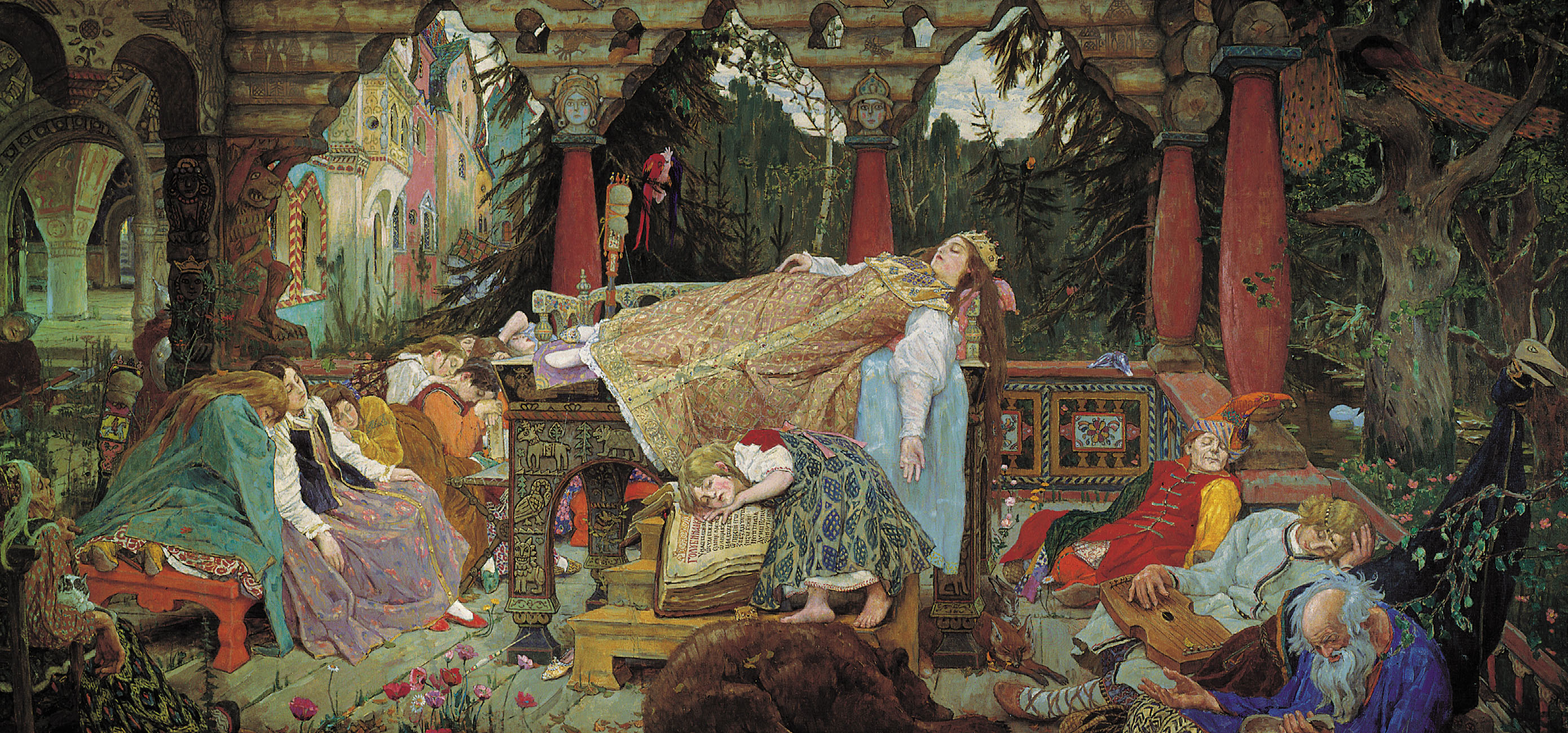
«Спляча красуня» на картині Віктора Васнецова

У короля й королеви народилася довгоочікувана дочка, і вони запрошують усіх фей королівства, опріч однієї, адже вона вже півстоліття не покидала свою вежу, й усі гадали: вона померла. У розпал бенкету з приводу хрестин з'явилася незапрошена фея, з якою, як їй здалося, повелися нечемно, тому що для неї не вистачило дорогоцінного столового приладдя. Коли всі феї, опріч однієї, яка завбачливо вирішила залишити за собою останнє слово, обдарували принцесу чарівними дарами, стара фея вимовила своє приголомшливе пророцтво: принцеса вколе палець об веретено — і помре. Остання фея пом'якшує вирок: так, принцеса вколе палець об веретено, але засне рівно на 100 років (в оригінальній версії Перро про принца не йдеться).
Король видає указ спалити всі прядки й веретена, але марно: через 16 років принцеса знаходить у вежі заміського замку стареньку, яка нічого не чула про королівський указ і пряла кужіль. Принцеса вколола палець об веретено й упала, як мертва. Пробудити її вже неможливо. З'являється фея, яка пом'якшила закляття, і просить короля й королеву покинути замок. Тим часом вона занурює замок у віковий сон, і навколо нього виростає непрохідний ліс, щоб ніхто не потрапив у замок завчасно. Минає 100 років — з'являється принц, потрапляє в замок — і принцеса прокидається від поцілунку. Принц і принцеса одружуються.